# Бучелато
Бучелато је традиционални сицилијански десерт који се конзумира током божићног периода.
То је типична производња покрајине Палермо и уврштена је на листу традиционалних италијанских пољопривредно-прехрамбених производа која се води у Министарству пољопривреде, хране и шумарства.

## Историја
На Сицилији свака прослава која поштује себе има свој традиционални десерт или храну која се, задржавајући опште дефинисане карактеристике, поново предлаже у различитим облицима и називима у зависности од локације. Пре појаве панетона и пандороа, северног порекла, у провинцији Палермо, главни, ако не и једини, божићни десерт представљао је бучелато: тесто у облику крофне, пуњено унутра и украшено на споља. У другим верзијама, бучелато поприма облик правог кекса који је такође пуњен али прекривен украшеном глазуром.
Порекло речи датира барем из латинског buccellātum, од buccella (ово треба схватити, буквално, као „угриз“ или „ујед“), умањеног од bucca.
Бучелатус, направљен од воде, гриза или брашна, различитог квалитета према онима којима је намењен, увелико су користили морнари, због тога што се могао дуго чувати. Овај хлеб је често добијао кружни или „крунски“ облик, са рупом у облику крофне у средини, тако да су векне могле да се окаче, као прстенови, на штап.
За време римских празника бучелатус је тада украшаван тачкама резбарењем површине теста које је тако попримило изглед круне. Временом ће се израз користити за исмевање гарде Антонинових царева, или хлебождера или глупана да би се указало на њихову неверност и поквареност. Са променом навика у исхрани, које су постајале све рафинираније, Римљани су почели да повезују унос бучелатуса са свежим или сувим воћем, као што су смокве, или са медом или сољу.
У Колезану, као што се и очекивало, божићна посластичарска традиција укључује присуство бучелата. Есенцијални фил чине смокве, суво грожђе, бадеми, ораси, бундева, мед, црна чоколада и кандирано воће. Ови састојци се добро убацују у тесто састављено од воде, брашна, масти, јаја, шећера и млека, које се затим кувају у рерни, тако да се добро измешају са кором, па преливају шећерном глазуром украшеном чоколадом и љуспицама. пистаћа. Тек након открића Америке биће могуће укључити чоколаду која се користи и за украшавање површине и за пуњење садржаја.

## Карактеристике
То је тесто за прхко тесто, разваљано у плех и пуњено филом од сувих смокава, сувог грожђа, бадема, коре поморанџе или других састојака који варирају у зависности од области у којима се припрема, затим затварају и обликују крофне.
Традиционалнији фил се састоји од мешавине сувих смокава, кандираног воћа и комадића чоколаде.
Домаћи бучелато је обично прекривен глазуром; уместо тога прекривена шећером у праху или кандираним воћем. Печен у рерни, бучелато се може дуго чувати.